# سیارک ۲۱۵۱۷
سیارک ۲۱۵۱۷ (به انگلیسی: 21517 Dobi، نامگذاری:1998KS52) بیست و یک هزار و پانصد و هفدهمین سیارک کشف شده‌است که در ۲۳ مه ۱۹۹۸ کشف شد.
قدر مطلق سیارک برابر ۱۶.۲ است.